# Der Anwalt (Roman)

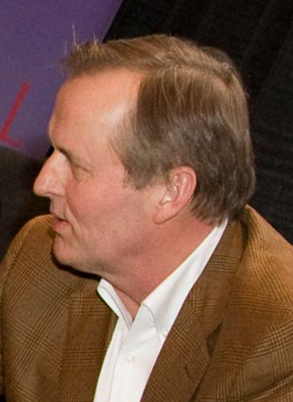
John Grisham, 2008

Der Anwalt (Originaltitel: The Associate) ist ein Roman des US-amerikanischen Autors John Grisham, der 2009 bei Doubleday & Co veröffentlicht wurde. Die deutschsprachige Übersetzung stammt von Bernhard Liesen und erschien ebenfalls 2009 im Heyne Verlag. 

## Inhalt
Kyle McAvoy ist ein zielstrebiger junger Student, der kurz vor seiner letzten juristischen Klausur an der Yale University steht. Eines Abends wird er von zwei suspekten Gestalten auf dem Heimweg von einem Basketballspiel verfolgt und kurz darauf zu einem Mann mit dem Namen Bennie Wright gebracht. Dieser gibt sich zunächst als FBI-Ermittler aus, lässt dann aber die Maske fallen und zeigt Kyle ein Videoband mit Aufnahmen aus der Zeit, in der Kyle noch an der Duquesne University studierte.
Auf diesem Video solle er zu sehen bekommen, wie eine seiner Kommilitoninnen in seiner Wohnung vergewaltigt wird. Die Sachlage ist nie geklärt worden, doch von der Existenz eines Handy-Mitschnittes war während der damaligen Ermittlungen des Öfteren die Rede gewesen. Kyle sieht sich an, wie zwei seiner Kommilitonen mit der jungen Frau anfangs im Einverständnis – später aber unter Alkohol stehend – Sex haben und in dessen Verlauf feststellen, dass diese irgendwann das Bewusstsein verliert. Der junge Kyle beobachtet diese angebliche Vergewaltigungsszene von seinem Sofa aus kurzer Distanz.
Bennie Wright erpresst ihn daraufhin. Kyle soll für ihn in der großen New Yorker Anwaltskanzlei Scully & Pershing anfangen und dort über einen großen Fall Informationen beziehen. Kyle stehen zu diesem Zeitpunkt alle Türen der Justiz offen, zwar soll seine Anwaltsprüfung noch bevorstehen, doch diese Hürde würde der brillante Student ohne Zweifel nehmen. Also heuert er bei Scully & Pershing an und sieht sich nach einem ernüchternden Start bald in der Liga der großen Prozessanwälte mit dem Fall, den Wright ihm aufgetragen hatte, vertraut. In diesem Prozess geht es um Rechte an einem vom US-Militär in Auftrag gegebenen Flugzeug. Die streitenden Parteien Trylon auf der einen und Barton auf der anderen Seite liefern sich nachdem der Deal geplatzt war einen unerbittlichen Kampf. Trylon ist Mandantin von S&P, womöglich ist sie sogar die wichtigste zum damaligen Zeitpunkt.
Auch Kyles damalige Kommilitonen werden von Wrights Leuten ständig überwacht. Die meisten haben den Vorfall bereits vergessen bzw. verdrängt, sodass Kyle sich einzig und allein Joey anvertraut und mit ihm einen Plan schmiedet, um mehr über seine Verfolger herauszufinden.
Als Baxter Tate (einer der angeblichen Vergewaltiger) im Rahmen eines Alkoholentzugs über seine Vergangenheit nachzudenken beginnt, beschließt dieser sich bei seinem früheren Opfer zu entschuldigen und um Vergebung zu bitten. Vermutlich folgen Wrights Männer Tate, denn noch bevor er sich mit dem früheren Opfer treffen kann, wird er ermordet.
Jetzt vertraut sich Kyle seinem Vater und einem Anwalt an und schaltet das FBI ein. Er trifft sich parallel immer noch mit Wright. Er soll die Aufgabe erhalten mithilfe technischer Vorrichtungen Dokumente aus der digitalen Datenbank der Kanzlei S&P zu stehlen.
John McAvoy, Kyles Vater, selbst Rechtsanwalt in York, verhandelt unterdessen mit dem Vergewaltigungsopfer und handelt einen Vergleich aus. Der Plan des FBIs, Wright bei der Übergabe der Unterlagen dingfest zu machen, scheitert noch, bevor Kyle diesen ein letztes Mal zu Gesicht bekommt. 
Nach dem missglückten Zugriff verlässt Kyle die Kanzlei und New York und schließt sich seinem Vater als Partner in der Kanzlei McAvoy & McAvoy an.

## Hintergrund
Die Geschichte basiert auf einem Fall von 2005, in dem ein Mann aus Las Vegas als Teil seines Programms bei den Anonymen Alkoholikern Entschuldigungsbriefe an jene Menschen schrieb, die er seiner Meinung nach während seiner Zeit als Alkoholiker belästigt hatte. Einer dieser Briefe ging an eine Frau, die 1984 behauptet hatte, dass ein unbekannter Mann sie auf einer Verbindungsfeier der University of Virginia vergewaltigt habe. Jedoch hatten damals sowohl die Verantwortlichen der Universität als auch die Polizei ihre Anschuldigungen ignoriert. Mit den heutigen Zugeständnissen des Manns in der Hand rief die Frau die Polizei an, sodass der Mann wegen der Vergewaltigung angezeigt werden konnte. Aufgrund des üblichen Feilschens während des Plädoyers zwischen Anklagevertretung und Verteidigung wurde der Mann in einem Vergleich wegen eines geringfügigeren Vergehens lediglich zu 18 Monaten verurteilt und bereits nach sechs Monaten begnadigt. Dieser Fall wurde in der Presse von Charlottesville, wo Autor Grisham lebt, ausführlich diskutiert und diente ihm als Hintergrund für seinen 21. Roman. 2011 strengte das Opfer eine zivilrechtliche Klage gegen den Täter an und gab ein eigenes Buch über die Tat und die Folgen heraus.

## Rezensionen
Sowohl die englisch- als auch die deutschsprachige Kritik bescheinigten dem Werk übereinstimmend zwar die gewohnten handwerklichen Fähigkeiten Grishams, bemängelten aber ebenso einhellig die Schwäche der Handlung und die fehlende Charakterzeichnung.
Janet Maslin von der New York Times vertrat folgenden Standpunkt: „Mr. Grisham so often writes similar books that the same things must be said of them. The Associate is true to form: it grabs the reader quickly, becomes impossible to put down, stays that way through most of its story, and then escalates into plotting so crazily far-fetched that it defies resolution. Kyle McAvoy is another of the two-dimensional yet terrifically likeable heroes who come to life on Mr. Grisham’s pages only to evaporate later. It’s easy to predict what choice Kyle will make at the end of the novel. It’s impossible to imagine, let alone care, what his life will be like once the improbably wild furor surrounding this one lone law-firm recruit is over.“
(„Mr. Grisham schreibt so oft ähnliche Bücher, dass man dieselben Dinge über sie sagen muss. Der Anwalt entspricht der üblichen Form: er packt den Leser schnell, unfähig das Buch wieder wegzulegen, bleibt einen Großteil der Geschichte auf diesem Weg und eskaliert dann in einer Wendung, die so verrückt und weit hergeholt ist, dass es einer Auflösung bedarf. Kyle McAvoy ist wieder einer dieser zweidimensionalen schwierig zu mögenden Helden, die nur auf Mr. Grishams Seiten zum Leben erwachen, nur um später buchstäblich zu verdunsten. Es ist leicht vorherzusagen, welche Wahl Kyle am Ende des Romans treffen wird. Es ist unmöglich sich vorzustellen, auf welche Weise sich sein Leben später gestalten wird, wenn diese wilde Rekrutierungsphase dieser einsamen Anwaltskanzlei vorbei sein wird.“)
Richard Rayner von Los Angeles Times drückte es hingegen so aus: „Nobody goes to Grisham for style, and there's a sense here of a skilled craftsman cranking it out on autopilot. Nothing much happens, and when it happens, it's pretty predictable. Grisham's Kyle is cardboard-thin (Scott Turow has a much defter hand with character), but Grisham is an effective lens through which we observe the intricacies of corporate law, an easily corruptible world governed, not by right and wrong, but by the concept of the billable hour . . . The Associate springs to angry life from time to time, but on the whole it's by the numbers, a plodding page-turner. But it's still a page-turner: Many of Grisham's legions of fans will doubtless sign up for this latest ride, eager to see how Kyle McAvoy manages to get himself out of the hole. With ideals restored, Grisham ensures, making Kyle an appealing model for our troubled new time“.
(„Niemand ähnelt Grisham im Stil, und man hat das Gefühl einen geübten Handwerker auf Autopilot zu erleben. Es passiert nicht viel - und wenn es passiert, ist es ziemlich vorhersehbar. Grisham's Kyle ist ein Pappkamerad (Scott Thurow hat ein viel besseres Händchen bei der Beschreibung der Charaktere), aber Grisham ist eine effektive Linse, durch die wir die Kompliziertheit des Körperschaftsrechts betrachten können, das eine leicht korrumpierbare Welt regiert, weder durch "Richtig" oder "Falsch", sondern durch das Konzept eines Zahltags … Der Anwalt wird manchmal zu einem wütenden Lebewesen, aber im ganzen gesehen ist es ein simpler Schmöker. Aber es ist dennoch ein Schmöker: Viele der Schar von Grisham-Fans werden zweifelsfrei auch diesen letzten Parforceritt kaufen, erpicht darauf zu sehen wie Kyle McAvoy selbst den Kopf aus der Schlinge zieht. Mit den übriggebliebenen Idealen sichert Grisham ab, dass man Kyle als ansprechendes Modell für unsere krisengeschüttelte neue Zeit sehen mag“.)
Patrick Anderson von der Washington Post gab zu bedenken: „Grisham has long since proved his narrative talent. His plot is highly fanciful, and he makes it easy for us to keep flipping the pages to see if Kyle can find a way out of this mess. He mostly writes clean, workmanlike prose, but I have one stylistic complaint about the novel. It's important to Grisham not only that Kyle be seen as noble, but also that his tormentor be a rat. Thus, as Bennie spits out his nefarious demands, we're variously told that he speaks 'with a sneer,' with a 'smart-ass grin,' with a 'silly smirk.' Enough already; we get it“.
(„Grisham hat sein Erzähltalent seit langem bewiesen. Seine Handlung ist ziemlich phantasiervoll, und er macht es uns leicht die Seiten umzublättern, ob Kyle einen Weg aus seinen Problemen findet. Er schreibt meistens saubere, geschäftsmäßige Prosa, aber ein stilistisches Bedenken gegenüber dem Roman. Es ist wichtig für Grisham, dass man nicht nur Kyle als den edlen Ritter sieht, sondern auch, dass sein Quälgeist eine Ratte ist. Folglich, wie Bennie seine widerlichen Forderungen herausspuckt, wird uns verschiedentlich erzählt, dass er mit "einem spöttischen Lächeln", einem "Klugscheißer-Grinsen" oder mit einem "dummen, selbstgefälligen Grinsen" spricht. Genug; wir haben längst verstanden“.)
Charles Taylor von Newsday kritisierte Grisham drastisch: „You don't need to be sadistic or foul-mouthed to write a good thriller, but you need exactly what Grisham lacks: a taste for cunning, meanness and grit. He sets up a big showdown only to walk away from it, and so the tension just dribbles off. Worse, Grisham's country-mouse attitude toward the big, bad city - where apartments rent for thousands of dollars a month and you can't find a good $3.99 blue-plate special at the local diner - is a drag. Who wants to reach for a thriller and wind up with Frank Capra?“
(„Man muss nicht sadistisch sein oder unflätige Reden verbreiten um einen guten Thriller zu schreiben, aber man muss genau das haben, was man bei Grisham vermisst: Ein Gefühl für Schlauheit, Gemeinheit und Schneid. Er baut einen großen Showdown auf, um am Ende von ihm wegzulaufen. So tröpfelt die Spannung dahin. Grishams Provinzhaltung gegenüber der großen, bösen Stadt - wo die Apartments tausende von Dollars den Monat kosten und man kein gutes Menü des Tags für 3,99 Dollar im Diner bekommt - ist eine Fälschung Wer sucht einen Thriller und endet bei Frank Capra?“)
Hingegen verpackte Lev Grossman von Time seine Kritik in anfängliches Lob und meinte, dass der Roman „ticks along lightly and pleasantly - it's crafted and paced with the same signature glossy perfection that makes Grisham, book for book, probably the best-selling novelist in the world. It's just that it's not about anything. In fact it's amazing that anybody could put together a book that is this compulsively readable while at the same time being almost entirely devoid of substance of any kind . . . The Associate is as close to being about nothing as a book can be - it's a masterpiece of almost ghostly narrative minimalism, a book of names without characters, a book with plot points but no plot. There's something comforting about the meaningless hindbrain tension that The Associate generates in the reader - empty tension, the kind where there's nothing genuine at stake. Comforting too is the cozy quaintness of Grisham's little world. It's supposed to be a scary place, in theory, full of brooding criminals and impossible choices, but it's really a relic of the American past, one as sentimental and archaic as a Norman Rockwell painting . . . The Associate is high-calorie comfort food, a thriller that doesn't actually thrill“.
(der Roman „fließt leicht und gefällig dahin - er ist handwerklich solide gemacht mit der ständig gleichen glänzenden Perfektion die Grisham mit jedem seiner Bücher zu einem der vielleicht erfolgreichsten Romanschriftsteller der Welt werden ließ. Aber leider geht es darin um nichts. In der Tat ist es erstaunlich, dass jeder ein Buch zusammenstellen kann, das zwanghaft gelesen wird, während es andererseits jede Substanz vermissen lässt. (…) Der Anwalt ist nahe davor ein Buch ohne Inhalt zu sein - es ist ein Meisterstück des erzählerischen Minimalismus, ein Buch mit Namen, aber ohne Charaktere, ein Buch mit einzelnen Handlungsfetzen, aber ohne eigentliche Handlung. Es liegt etwas tröstliches darin in der bedeutungslosen, zurückgebliebenen Spannung, die Der Anwalt im Leser erzeugt – eine leere Spannung von der Art, wo nichts wesentliches auf dem Spiel steht. Tröstlich ist ebenfalls die merkwürdige Kuriosität der kleinen Welt Grishams. Es soll theoretisch ein fürchterlicher Ort sein, voll von gefährlichen Kriminellen und unmöglichen Entscheidungen, aber in Wirklichkeit ist es ein Relikt der amerikanischen Vergangenheit, so sentimental und archaisch wie ein Gemälde von Norman Rockwell. (…) Der Anwalt isst energiereiches Wohlstandsessen, ein Spannungsroman, der noch nicht einmal spannend ist“.)
Joshua Rozenberg von The Observer schließlich kam zu folgendem Urteil: „Suffice it to say that The Associate bears many similarities to The Firm, even down to the two dust jackets, which both show shadowy young lawyers on the run. Plagiarism? No, because both books are by John Grisham. Those who believed, even for a moment, that I was suggesting impropriety will recognise this as the sort of false trail that Grisham uses to good effect . . . Though our hero believes himself to be in the clear, he goes along with the blackmailers' demands. The reader screams at him to call their bluff, but that would ruin the story. So we suspend our disbelief. Then, just as we have got used to the idea, he changes his mind and sets about trapping the blackmailers after all. And that's it. The ending is curiously flat“.
(„Es ist überflüssig zu sagen, dass Der Anwalt viele Ähnlichkeiten zu Die Firma besitzt, wie z. B. die zwei Staubtücher, die beide schattenhafte junge Anwälte auf der Flucht verkörpern. Ein Plagiat? Nein, da beide Bücher von John Grisham stammen. Jene, die auch nur für einen Moment glaubten, dass ich darin etwas Unschickliches suggerieren würde, werden diejenige Form von falschen Spuren wiedererkennen, die Grisham für einen guten Effekt nutzt. Obwohl unser Held mit sich selbst im klaren ist, geht er auf die Forderungen der Erpresser ein. Der Leser selbst möchte am liebsten schreiend auf ihren Bluff hinweisen, aber das würde die Geschichte ruinieren. Und so bleiben wir mit unserem Unglauben haften. Schließlich, als wir uns gerade an die Idee gewöhnt hatten, ändert er seine Meinung und lässt die Erpresser entkommen. Und das war's dann. Das Ende ist merkwürdig flach“.)
Die deutschsprachige Kritik empfand die Schwächen des Werks noch stärker: „"Der Anwalt" von John Grisham ist nur bedingt zu empfehlen. Wer hinter die Kulissen einer mächtigen Kanzlei blicken und sich über die Arbeitsbedingungen Aufschluss verschaffen möchte, für den wird der vorliegende Roman mit Sicherheit von großem Interesse sein. Wer allerdings eine abwechslungsreiche und spannend erzählte Story erwartet, wird hier bitter enttäuscht. John Grishams Stil ist auch hier unverkennbar. Er ist noch immer ein wirklich guter Autor, aber dieser Roman ist inhaltlich sein schwächster. Selten habe ich ein Ende erlebt, das so viele Fragen einfach offen lässt“. Insbesondere der mangelhafte Abschluss des Romans wird auch von anderer Seite bemängelt: „Die Spannung läuft ins Leere und der Schluss ist kein Schluss. Alles endet, nein versandet irgendwie. Auflösung? Gibt es keine. Die Bedrohung durch die Vergewaltigung wird von Kyles Vater – so ganz nebenbei – geregelt. Wer die Erpresser sind, in welchem Auftrag sie arbeiten, bleibt genauso im Dunklen wie der zweite Spion“.
Überhaupt schien den Rezensenten diesem Buch das gewisse Etwas zu fehlen und so beklagte Martin Halter das Fehlen echter, nachvollziehbarer Figuren: „Man kann "Der Anwalt" tatsächlich flott durchlesen: Der Fall ist nicht übermäßig komplex, die Figurenkonstellation übersichtlich (zwei Freunde und eine schöne Frau gegen den Rest der Welt), die Sprache gewohnt schlicht ("Dale war dreißig, unverheiratet, und er hatte gerade begonnen, ihr zurückhaltendes und komplexes Wesen zu erforschen"), die Übersetzung schlampig. So bleibt am Ende nichts hängen, allenfalls die Frage, wer den Anwalt in der unausweichlichen Verfilmung spielen soll“.

## Ausgaben
- John Grisham: The associate. Doubleday & Co, New York 2009, ISBN 978-0-385-51783-6.
- John Grisham: Der Anwalt. Heyne, München 2009, ISBN 978-3-453-26615-5.

## Adaptionen
Hörbuch
- John Grisham: Der Anwalt. Random House Audio, Köln 2009. Gesprochen von Charles Brauer. ISBN 3837101320. 6 CDs.[14]